# وكالة النهوض بالصناعة والتجديد
وكالة النهوض بالصناعة والتجديد هي مؤسسة عمومية تونسية تحت وصاية وزارة الصناعة مكلفة بتنفيذ سياسة الدولة المتعلقة بالنهوض بالقطاع الصناعي بصفتها هيكل مساندة للمؤسسات و الباعثين.

## خدمات الوكالة
- تبسيط الإجراءات و التصرف في الامتيازات
- الدراسات الصناعية الاستشرافية
- مساندة الباعثين و محاضن المؤسسات
- مساندة المؤسسات الصغرى و المتوسطة
- المعلومة الصناعية و النشر و التوثيق